# Операция „Кросроудс“
Операция „Кросроудс“ (на английски: Operation Crossroads) е поредица от ядрени опити, проведени от Съединените щати през 1946 година край атола Бикини в Тихия океан.
Целта на опитите е да се установят ефектите от използването на атомна бомба срещу кораби. Планирано е взривяването на три бомби, но са взривени само две, на 1 юли и 25 юли, а третият опит е отменен, след като е установено, че радиоактивното замърсяване на бомбардираните кораби не може да бъде отстранено.